# アイスクリーム (漫画)
『アイスクリーム』は、氏賀Y太による日本の漫画作品。「フラミンゴR」（三和出版）2006年3月21日発売号から連載を開始した。ただし、休載と同誌休刊により、「姫盗人」（松文館）へと移籍した。「フラミンゴR」の第一話（作中ではprison#1と表記）では、カラー4P+16P=20Pで掲載されている。
隔月連載のはずであったが、予定されていた5月号に作品は無く、7月には連載していた「フラミンゴR」が休刊したため第一話で中断。2006年8月から、「姫盗人」にて連載が再開。連載第一回は7月24日発売の姫盗人9月号で開始され、8月24日発売の10月号に第2話が掲載されている。ただし、第1話は「フラミンゴR」での連載時と異なりカラーではなくモノクロページである。また、「フラミンゴR」連載時と異なり、「第×話」という表記になっている。単行本「淫虐監獄島」に収録されている。

## あらすじ
第一話
男の凶悪犯たちばかりが投獄されている架空の監獄島・スクリームを舞台に、皆川 愛澄（みなかわ あいす、通称・アイス）がという女が投獄された。
アイスは全裸で、後ろ手に縛られた状態で検査を受けた際、胸を揉まれても、顔をつかまれても動じなかった。だが、下半身に所長の手が行くと一変し、副所長を蹴り飛ばしている。
その後、アイスはしかも足に鉄球をつけ、全裸の状態で囚人たちの前に連れ出され、囚人全員と挨拶代わりのセックスを強制させられる。アイスは足に付けられた鉄球を武器にして抵抗したが、リーダー格の囚人に顔面を叩きつけられて沈黙。陵辱される。
第二話
アイスの正体がある組織から送り込まれたエージェントだということが判明する。

## 登場人物
皆川 愛澄（みなかわ あいす）
囚人番号11492番。本作品の主人公であり、凶悪犯の群れに投獄された唯一の女囚。通称・アイス。
長い髪と、きつそうな切れ目が特徴。外見どおり気が強い。
第二話では、アイスが投獄された理由と、彼女の本当の身分が描かれている。また、スクリームでの拷問に備えて訓練も受けていた。
なお、彼女がとらわれている監獄島には定期的に女性が投獄されていると思わせる描写があり、アイスが来る前にも女性が投獄され、囚人たちに暴行されている（この女は死亡したように描写されている）。
アイスの上司
アイスにスクリームへの潜入（投獄）を指示した人物。第二話で初登場した。男性。
スクリームには、アイスとは別にもう一人のエージェントが潜入調査を行っている。